# Protetorado do Sul de Marrocos

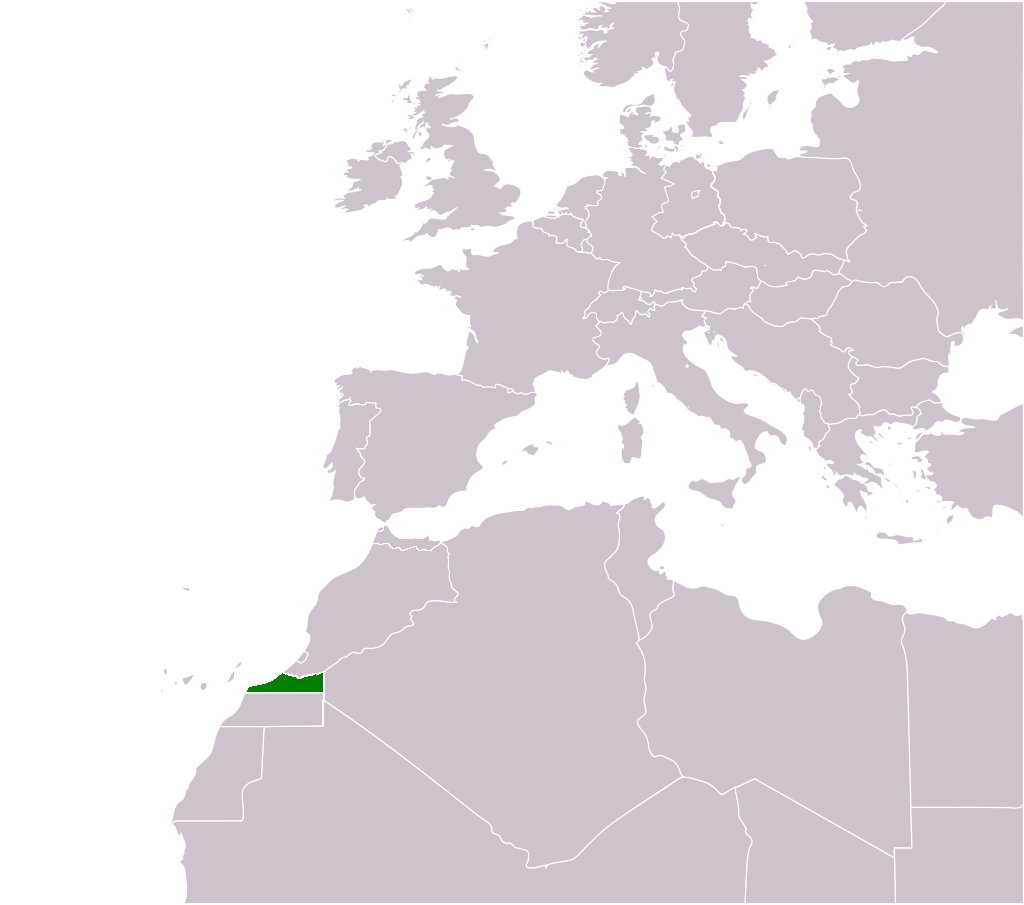
Localização da zona Sul, do protetorado Espanhol de Marrocos.

O Protetorado do Sul de Marrocos, também conhecido como Cabo Juby, foi um território ultramarino espanhol de 1912 a 1958, com capital na cidade de Villa Bens (hoje Tarfaya), localizado na costa atlântica da África, ao largo das Ilhas Canárias. O Protetorado Espanhol do Marrocos dividia-se em duas partes: o sul era o Cabo Juby e o norte era a zona do Rife e da Jebala.

## Geografia
Dependendo do contexto, este território pode aparecer com diferentes designações. No caso do Saara Espanhol, este território aparece como a zona Septentrional (parte norte) do Saara Espanhol. O mesmo se aplica no caso da África Ocidental Espanhola. No contexto do protetorado Espanhol de Marrocos, este território pode aparecer como zona sul do protetorado Espanhol de Marrocos ou Protetorado do Sul de Marrocos. Também aparece mencionado como Cabo Juby, devido ao cabo onde estava situada a capital do território.

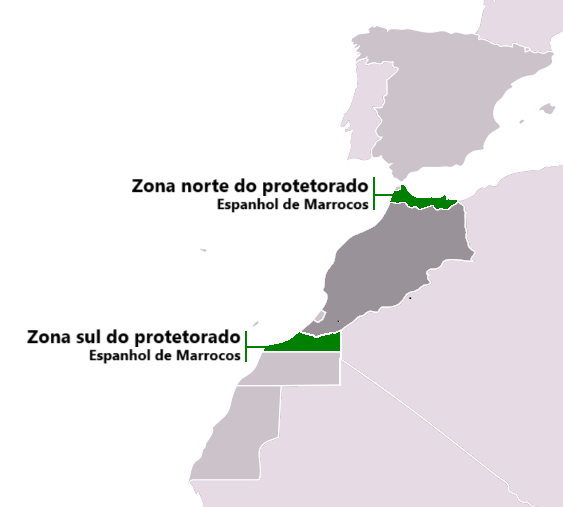
Localização da zona sul do protetorado, visto na perspectiva do Protetorado Espanhol de Marrocos.
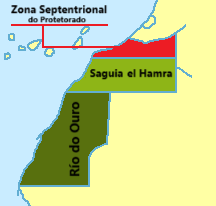
Localização da zona sul do protetorado, visto na perspectiva do Saara Espanhol.
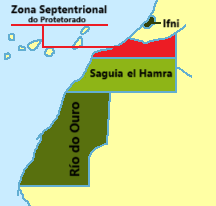
Localização da zona sul do protetorado, visto na perspectiva da África Ocidental Espanhola.

### Limites e fronteiras
A zona sul do protetorado estava situado entre o paralelo 27°40′ e o río Drá. A norte limitava com o protetorado Francês de Marrocos (1912-1956), a oeste com o oceano atlântico, a sul com o Saara espanhol e a leste a Argélia Francesa. Atualmente o território corresponde as províncias Tarfaya (parte norte), Tan-Tan e Assa-Zag (parte norte).
Nota: a parte sul das províncias de Tarfaya e de Assa-Zag fazem parte do Saara Ocidental, um território onde a legitimidade da administração marroquina não é reconhecida por muitos países nem pela Organização das Nações Unidas.

### Extensão territorial
Em 1958 o território tinha uma área de 32.875 km².

## História
No tratado de paz assinado em 28 de maio de 1767, Muhammad ben Abdelah, sultão de Marrocos, não garantiu ao rei Carlos III a segurança dos pescadores espanhóis nas costas ao sul de Agadir ou do rio Nun, reconhecendo que ele não tinha soberania sobre as tribos Tekna daquelas terras (art. 18 do tratado). Noutro tratado assinado em 1 de março de 1799, Sulayman de Marrocos reconhecia ao rei Carlos IV, que as regiões de Saguia el Hamra e do Cabo Juby, não faziam parte de seus domínios (art. 22).
Em 1879, a britânica Companhia da África do Noroeste, propriedade do escocês Donald Mackenzie, estabeleceu um entreposto comercial na região. O entreposto foi batizado Port Victoria e dele ainda existe uma construção conhecida como "Casa Mar", atualmente em ruínas. Mackenzie conseguiu o controle duma faixa da costa entre o Cabo Juby e a Ponta Stafford, mas acabaria por vender o entreposto comercial ao sultão de Hassan I de Marrocos, depois das tribos Saarauís terem pedido ajuda ao sultão para expulsar os britânicos das suas terras.

### A criação do protetorado
Pelo Tratado de Paris de 1900 foram delimitadas as fronteiras entre a Espanha e a França no Saara e na África Equatorial. Doze anos depois, em 1912 a Espanha negociou com a França (que controlava a administração Marroquina na altura) um aumento dos seus territórios no Saara. De acordo com este tratado, a área ao sul do rio Draa tornou-se um protetorado de Espanha, chamado de protetorado espanhol de Marrocos. Embora este território não estivesse sob o controle do sultão de Marrocos, seria cedido a Marrocos assim que o protetorado terminasse.
Em 29 de julho de 1916, o governador de Río do Ouro, capitão Francisco Bens, ocupou o Cabo Juby, criando oficialmente o Protetorado do Sul de Marrocos.

### A administração Espanhola
Inicialmente o local era usado principalmente como escala para voos, dedicados ao correio aéreo. A partir de 1946, o território passou a pertencer à África Ocidental Espanhola. Em 1956, quando Marrocos conquistou a independência passou a reivindicar o território, com base no tratado de 1912 (cedência do território a Marrocos assim que o protetorado terminasse).

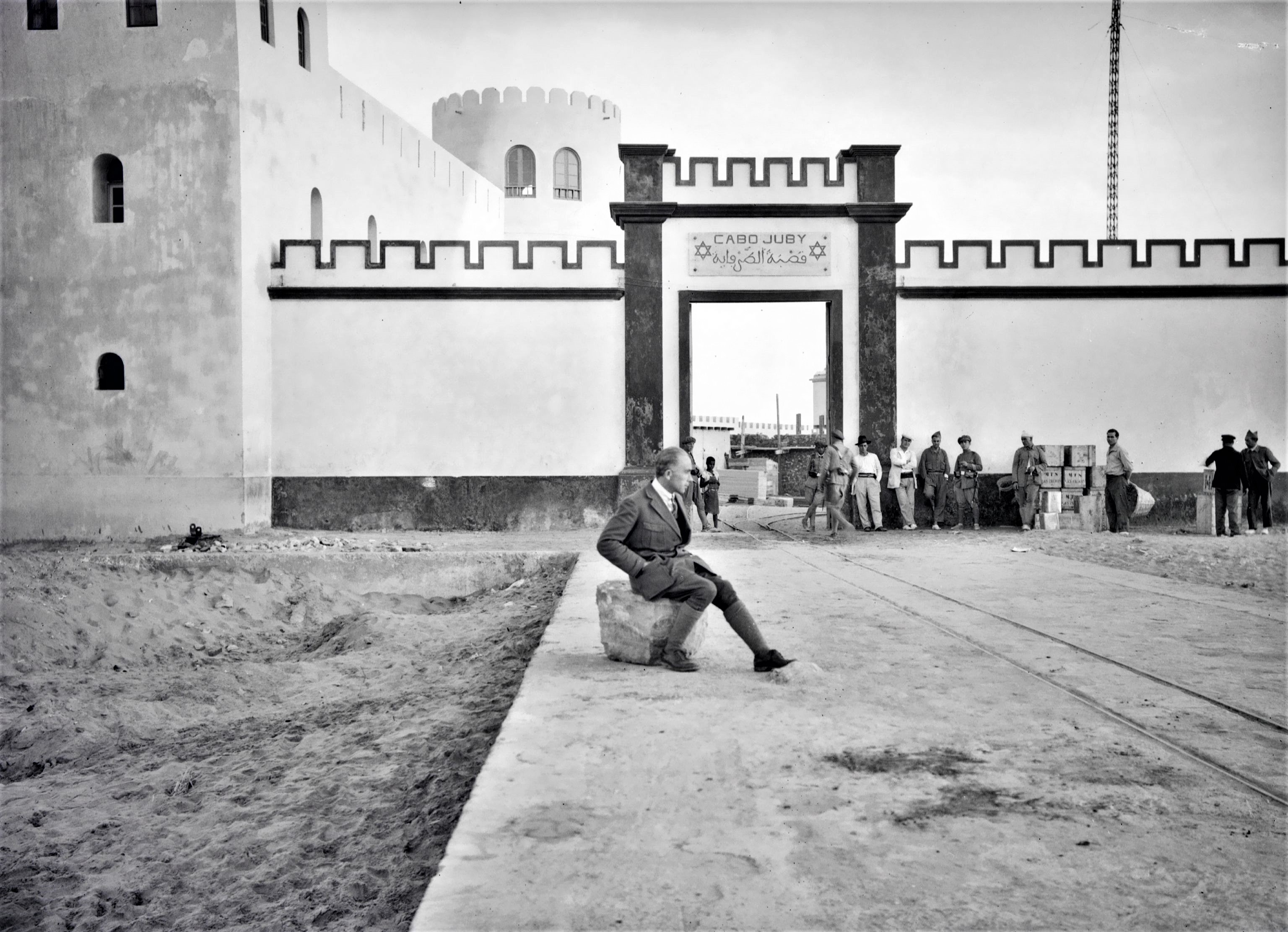
Walter Mittelholzer em Cape Juby, Marrocos. Imagem tirada em 1º de janeiro de 1930.
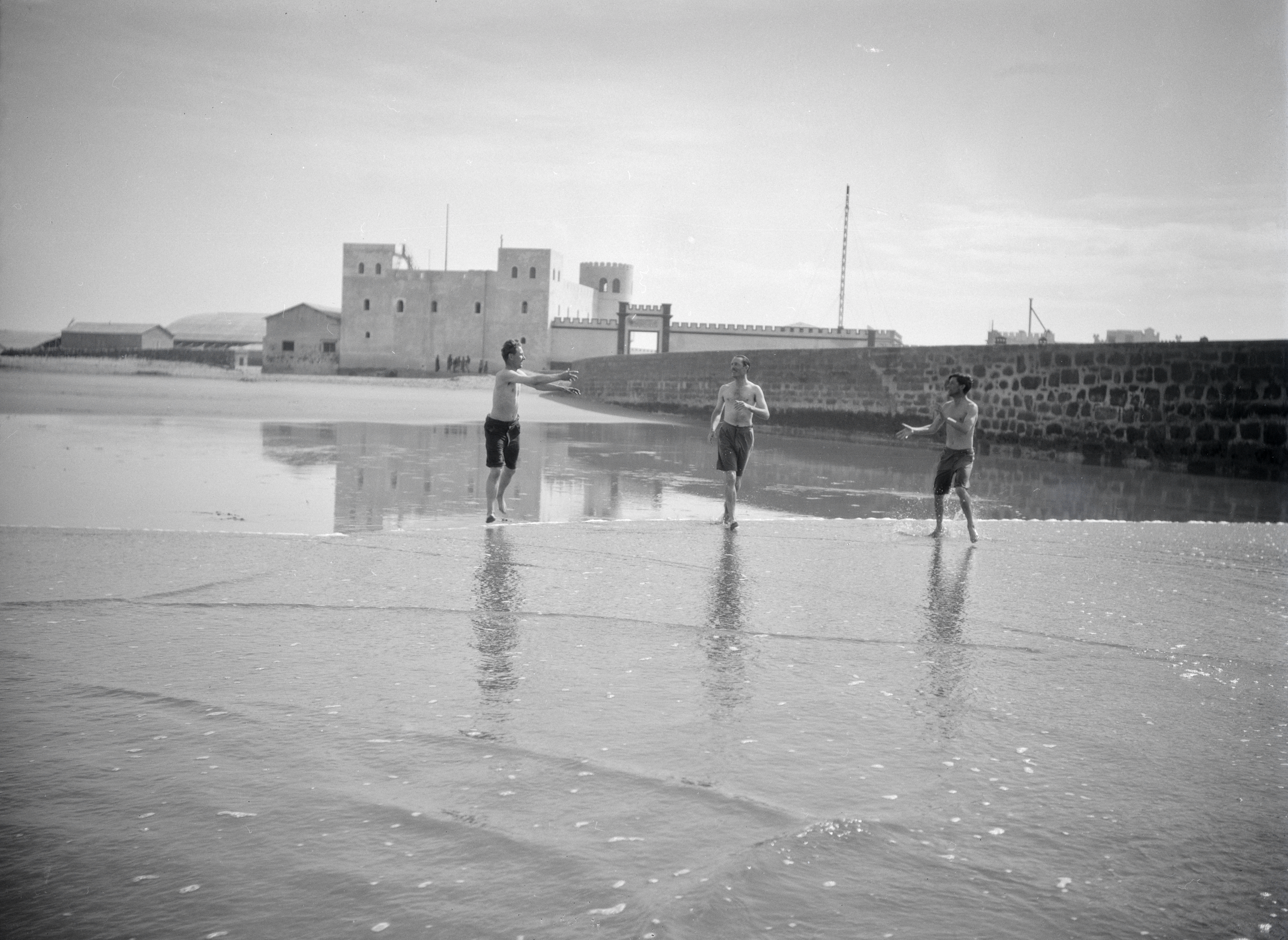
Companheiros de viagem de Walter Mittelholzer jogando bola na praia de Cape Juby, imagem entre 1930 e 1931.
Clima noturno no Cabo Juby, imagem tirada em 15 de janeiro de 1931.

### O fim do protetorado
Após a reivindicação territorial Marroquina, em agosto de 1956 foi ordenada a evacuação da população civil de Tan Tan e a retirada das unidades da Polícia Espanhola para Villa Bens. A escalada de tensão levou ao abandono de Tan Tan em dezembro de 1956, exceto por um pequeno contingente policial de cerca de dez homens, para dar a impressão de continuar controlando o território diante do Exército de Libertação Marroquino. O aumento da  da tensão entre os nacionalistas Marroquinos e Espanhóis vão conduzir a Guerra de Ifni, entre 23 novembro de 1957 a 30 de junho de 1958.
Em 1 de abril de 1958 é assinado o Tratado de Angra de Cintra que pós fim a Guerra de Ifni. Segundo este tratado o território seria cedido a Marrocos, no dia 10 de abril.

## Demografia
Segundo os dados da administração espanhola, a população da zona sul do protetorado distribuía-se da seguinte forma:
|            |          | Estimativas | Estimativas | Estimativas | Estimativas | Estimativas | Censos |
| Cidade de: |          | 1957        | 1956        | 1955        | 1954        | 1951        | 1950   |
| ---------- | -------- | ----------- | ----------- | ----------- | ----------- | ----------- | ------ |
| Tan-Tan    | Naturais | 310         | 316         | 718         | 721         | 704         | 2 333  |
| Tan-Tan    | Europeus | 38          | 36          | 58          | 36          | 42          | 66     |
| Tan-Tan    | Total    | 348         | 352         | 776         | 757         | 746         | 2 399  |
| Vllla Bens | Naturais | 735         | 692         | 753         | 1 658       | 1 067       | 2 959  |
| Vllla Bens | Europeus | 710         | 711         | 725         | 598         | 602         | 520    |
| Vllla Bens | Total    | 1 445       | 1 403       | 1 478       | 2.256       | 1 669       | 3 479  |

Em 1949 estimava-se que habitavam 9 747 pessoas na região.

### Tribos
As principais tribos do território eram: os Izarguien, os Iaggut, os Ait Lalsen, os Filala, os Foicat, os Lammiar, os Toubalt, os Much-yat, os Ahl Ma el Aainin e os Ait Musa.

## Transportes
A cidade de Vllla Bens contava com um aeroporto, durante a administração Espanhola.